# هاري ماكورميك (لاعب كرة قاعدة)
هاري ماكورميك (بالإنجليزية: Harry McCormick)‏ هو لاعب كرة قاعدة أمريكي، ولد في 25 أكتوبر 1855 في سيراكيوز في الولايات المتحدة، وتوفي بنفس المكان في 8 أغسطس 1889.

## وصلات خارجية
- هاري ماكورميك على موقعبيزبول رفرنس.كوم (الدوري الرئيسي) (الإنجليزية)
- هاري ماكورميك على موقعبيزبول رفرنس.كوم (الدوري الثانوي) (الإنجليزية)